# Austria-Marsch
Austria-Marsch (Österrikemarsch), op. 20, är en marsch av Johann Strauss den yngre.

## Historia
1845 utnämndes Johann Strauss den yngre till kapellmästare för Wiens 2:a Borgarregemente. Tjänsten, som var oavlönad, hade tidigare innehafts av Joseph Lanner och innebar dessutom att han blev konkurrent till fadern Johann Strauss den äldre, som var kapellmästare för Wiens 1:a Borgarregemente. Vid sida om hederutnämningen spelade både far och son som vanligt med sina respektive orkestrar. Vid en militärparad den 19 april, där båda Wiens Borgarregementen medverkade och därmed de båda kapellmästrarna, framfördes den patriotiska Austria-Marsch.

## Om marschen
Speltiden är ca 3 minuter och 7 sekunder plus minus några sekunder beroende på dirigentens musikaliska tolkning.